# An Ocean Between Us
An Ocean Between Us — четвёртый студийный альбом американской металкор-команды As I Lay Dying, который вышел 21 августа 2007 года на лейбле Metal Blade. Диск занял 8 место в Billboard Top 200 и был продан в количестве 39 500 экземпляров.

## Список композиций
| №                   | Название                    | Длительность |
| ------------------- | --------------------------- | ------------ |
| 1.                  | «Separation» (Instrumental) | 1:15         |
| 2.                  | «Nothing Left»              | 3:43         |
| 3.                  | «An Ocean Between Us»       | 4:13         |
| 4.                  | «Within Destruction»        | 3:54         |
| 5.                  | «Forsaken»                  | 5:15         |
| 6.                  | «Comfort Betrays»           | 2:50         |
| 7.                  | «I Never Wanted»            | 4:44         |
| 8.                  | «Bury Us All»               | 2:23         |
| 9.                  | «The Sound of Truth»        | 4:20         |
| 10.                 | «Departed» (Instrumental)   | 1:40         |
| 11.                 | «Wrath Upon Ourselves»      | 4:01         |
| 12.                 | «This Is Who We Are»        | 4:54         |
| Общая длительность: | Общая длительность:         | 43:15        |

## Участники
As I Lay Dying
- Тим Ламбэзис (Tim Lambesis) — экстрим-вокал, чистый вокал в треках 2 и 12
- Ник Хипа (Nick Hipa) — гитара
- Фил Сгроссо (Phil Sgrosso) — гитара, клавишные
- Джордан Манчино (Jordan Mancino) — ударные

Дополнительные музыканты
- Джош Гилберт – бас-гитара, основной чистый вокал
- Чед Акерман - бэк-вокал на "An Ocean Between Us", "Bury Us All"
- Томми Гарсиа - бэк-вокал на "Forsaken"
- Дуэйн Риж - бэк-вокал на "Forsaken"

## Позиции в чартах

### Альбомы
| Год  | Чарт                  | Позиция |
| ---- | --------------------- | ------- |
| 2007 | Billboard 200         | 8       |
| 2007 | Japanese Albums Chart | 154     |